# Batalha de Zsibó
A Batalha de Zsibó (em húngaro: Zsibói csata, em alemão: Schlacht bei Siben, em romeno: Bătălia de la Jibou) foi travada em 15 de novembro de 1705 entre o exército Kuruc (húngaro) (apoiado por contingentes franceses) e as forças do Império Habsburgo, Dinamarca-Noruega e sérvios voivodianos em Zsibó, Principado da Transilvânia (hoje: Jibou, Romênia). O marechal austríaco Ludwig Herbeville marchou contra a Transilvânia. Embora o exército curuc-francês fosse igual em tamanho às forças combinadas austríacas, dinamarquesas e sérvias, Francisco II Rákóczi foi para a defesa devido ao treinamento inferior de suas tropas. Os dinamarqueses e austríacos lançaram um poderoso ataque contra a infantaria francesa e Kuruc. Embora a infantaria Kuruc tenha se mantido firme, a cavalaria Kuruc não pôde lançar um ataque devido à falta de liderança e a um campo de batalha excessivamente lamacento. A cavalaria austríaca foi, portanto, capaz de flanquear os húngaros pela esquerda, forçando os húngaros a recuar e esmagando sua cavalaria no processo. Após a batalha, o exército combinado austríaco-dinamarquês comprou a Transilvânia.

## Preparativos
Uma campanha de 1704 pelas forças de Kuruc libertou grande parte da Hungria do domínio austríaco e estabeleceu paridade numérica com os austríacos. No entanto, devido a um melhor treinamento, um corpo de oficiais mais forte e capacidades logísticas mais profundas, os austríacos ainda venceram a decisiva Batalha de Nagyszombat, retomando as importantes fortalezas de (Buda, Pressburg e Esztergom). Os austríacos posteriormente pediram ajuda aos exércitos croata, sérvio e dinamarquês.
Como meio de contrabalançar o poder austríaco, Luís XIV da França tentou apoiar os rebeldes Kuruc, enviando tropas e apoio material. No entanto, após a derrota francesa na batalha de Höchstädt, Luís foi forçado a reduzir suas contribuições materiais para Rákóczi e os Kurucs.
Em 8 de julho de 1704, o nobre da Transilvânia Rákóczi foi eleito príncipe da Transilvânia e, em 4 de abril de 1705, foi empossado. Projetado para declarar a confederação da Hungria e da Transilvânia, problemas ocorreram na Assembleia Nacional de Szécsény sobre o exército e o status legal da servidão. Enquanto isso, Rákóczi derrotou o novo exército dos Habsburgos sob Viena.
Em 27 de junho, um destacamento militar dinamarquês chegou a Viena (4 500 infantaria e 1 600 cavalaria) sob o comando de Andreas Harboe. Os soldados dinamarqueses lutaram contra o exército francês na batalha de Höchstädt. A vanguarda dinamarquesa-austríaca sob o comando do coronel Dietrich Glöckelsperg atacou a Ilha do Grande Centeio. O Barão Herbeville mobilizou seu exército na ilha e em 29 de julho tentou marchar em Komárno, mas retirou-se em 3 de agosto por causa dos ataques de Kuruc. Enquanto isso, Miklós Bercsényi e Antal Esterházy invadiram a Morávia. Em 25 de agosto, Herbeville cruzou o Transdanúbio. Em setembro, ele descansou em Buda. O exército de János Bottyán (6 000 homens) tentou perturbar o exército austríaco.
Os comandantes Kuruc cometeram erros graves: somente em outubro eles responderam ao ataque de Herbeville. Rákóczi reforçou fortificações construídas perto de Zsibó, mas queria travar uma batalha perto de Nagyvárad (hoje: Oradea, Romênia). Mais tarde, a decisão foi alterada para levar a batalha a Zsibó. Em 31 de outubro, Herbeville perseguiu o exército Kuruc de Nagyvárad, que estava sitiado há dois anos. Esta foi uma séria derrota para o exército Kuruc.

## Forças opostas
O exército de Rákóczi estava bem equipado com comida e os soldados estavam relaxados. No entanto, muitos dos soldados Kuruc foram mal treinados. As tropas auxiliares francesas do Marquês Des Alleurs, os regimentos da corte de Rákóczi (soldados húngaros, rusyn e alemães) e os mercenários alemães de Simon Forgách eram soldados treinados e disciplinados. Muitos soldados romenos serviram na infantaria e cavalaria, que incluía um regimento montado húngaro-romeno-sérvio. As forças combinadas do exército curuc-francês contavam com 15 000 homens e 34 canhões. O exército Kuruc estava localizado nas trincheiras perto de Zsibó, mas as trincheiras não estavam completamente preparadas.
O exército de Herbeville estava morrendo de fome, pois Bottyán havia usado táticas de terra arrasada contra os austríacos e todas as colheitas da Ilha do Grande Centeio haviam sido colhidas. No entanto, o moral de combate do exército permaneceu alto. Todas as unidades militares foram treinadas, equipadas e disciplinadas, exceto a cavalaria sérvia irregular. Granadeiros, infantaria e cavalaria dinamarqueses lutaram sob o comando de Andreas Harboe e do general Frederik Gersdorff. Jovan Popović vojvoda de Tököl comandou a cavalaria ligeira sérvia. O exército austríaco-dinamarquês-sérvio contava com 16 500 homens.